# Samding Dorje Phagmo
| Tibetische Bezeichnung                             |
| -------------------------------------------------- |
| Wylie-Transliteration: bsam sdings rdo rje phag mo |
| Andere Schreibweisen: Samding Dorje Phagmo         |
| Chinesische Bezeichnung                            |
| Vereinfacht: 桑顶•多吉帕姆                         |
| Pinyin:angding Duoji Pamu                          |

Samding Dorje Phagmo (tib.: bsam sdings rdo rje phag mo) ist der Titel einer bedeutenden Trülku-Linie der Bodong-Tradition des tibetischen Buddhismus. Die Trägerinnen dieses Titels sind die Äbtissinnen des Klosters Samding in Zentraltibet. Die jeweilige Samding Dorje Phagmo wird traditionell als Emanation der Dakini Dorje Phagmo angesehen. Die Linie der Samding Dorje Phagmos begann im 15. Jahrhundert mit der später zu einer Nonne gewordenen Prinzessin von Gungthang Chökyi Drönme (1422–1455).
Die 12. Samding Dorje Phagmo floh 1959 nach Indien, kehrte aber auf Grund klimatischer Bedingungen wieder nach Tibet zurück. 
Sie ist Vize-Vorsitzende des Komitees Tibetan Autonomous Regional People's Congress bzw. des regionalen Parlaments.

## Liste der Samding Dorje Phagmos
| #   | Name (Liste tibetischer Namen und Titel) | Lebensdaten   | Umschrift nach Wylie                   |
| --- | ---------------------------------------- | ------------- | -------------------------------------- |
| 1.  | Chökyi Drönme                            | 1422–1455     | chos kyi sgron me                      |
| 2.  | Künga Sangmo                             | 1459–1502     | kun dga’ bzang mo                      |
| 3.  | Nyendra Sangmo                           | 1503–1542     | nyen dra bzang mo                      |
| 4.  | Orgyen Tsomo                             | 1543–?        | o rgyan gtso mo                        |
| 5.  | Jetsün Thrinle Tsomo                     | ?             | rje btsun phrin las gtso mo            |
| 6.  | Dechen Thrinle Tsomo                     | 17. Jh.       | bde chen phrin las gtso mo             |
| 7.  | Chödrön Wangmo                           | ?–1746        | chos sgron dbang mo                    |
| 8.  | (Kesang) Chogden Wangmo                  | 1747–?        | mchog ldan dbang mo                    |
| 9.  | Chöying Dechen Tsomo                     | ?–1843        | chos dbyings bde chen gtso mo          |
| 10. | Ngawang Rinchen Künsang Wangmo           | ca. 1857–1882 | ngag dbang rin chen kun bzang dbang mo |
| 11. | Thubten Chöying Pelmo                    | 1898–1936     | thub bstan chos dbyings dpal mo        |
| 12. | Dechen Chökyi Drönme                     | * 1937        | bde chen chos kyi sgron me             |